# Manuela Saß
Manuela Saß (* 18. November 1965 in Wolgast) ist eine deutsche Juristin und Kommunalpolitikerin. Sie ist Mitglied der CDU und seit 2014 Bürgermeisterin der Stadt Werder (Havel).

## Leben und Wirken
Manuela Saß studierte an der Universität Leipzig Rechtswissenschaften. 1996 schloss sie ihr zweites juristisches Staatsexamen ab. Ein Jahr später zog sie mit ihrer Familie nach Werder. Beruflich war Saß zunächst als Justiziarin bei der Deutschen Genossenschaftsbank, anschließend bei der Landesagentur für Struktur und Arbeit und schließlich als Kämmerin im Amt Beetzsee tätig. 2010 wechselte sie in die Stadtverwaltung Werders, wo sie nach kurzer Zeit erste Beigeordnete und somit hauptamtliche Stellvertreterin des Bürgermeisters Werner Große wurde. Im Jahr 2012 erkrankte Werner Große an einem Lungenkrebs. In der Folge gab er 2014 das Amt des Bürgermeisters auf. Am 15. April 2014 trat Saß der CDU bei, von der sie als Kandidatin für die daraufhin angesetzte Wahl aufgestellt wurde. Am 14. September 2014 wurde Manuela Saß mit 64,94 Prozent der Stimmen zur Bürgermeisterin der Stadt Werder gewählt.
Zur Bürgermeisterwahl am 12. Juni 2022 tritt sie erneut als Kandidatin an.